# Schloss Rugendorf

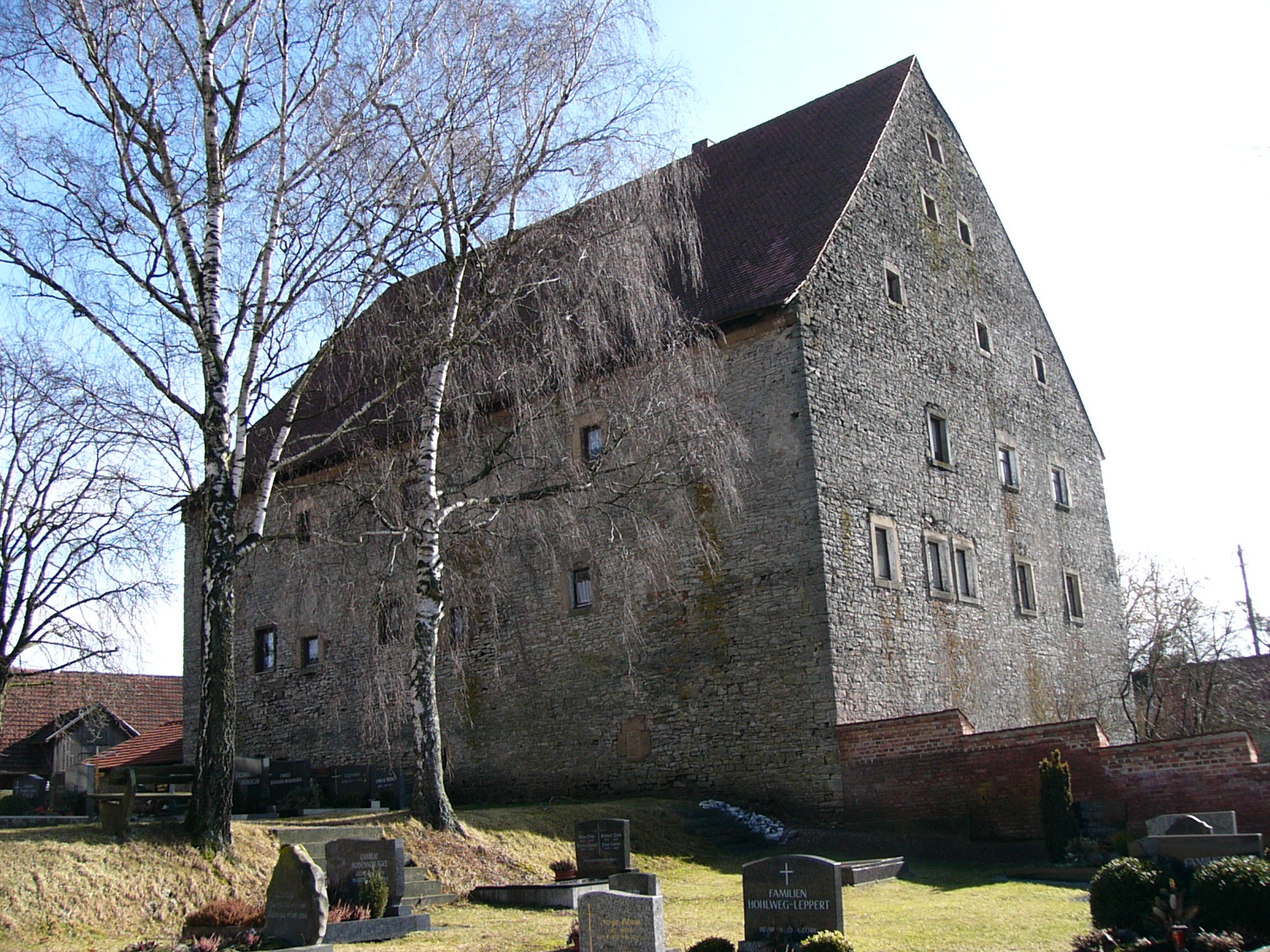
Schloss Rugendorf

Schloss Rugendorf ist ein Schloss in Rugendorf.
Das Schloss wurde 1555 von Jörg von Waldenfels erbaut und 1628/29 dem Bamberger Bischof Johann Georg II. Fuchs von Dornheim verkauft. Im Dreißigjährigen Krieg wurde die Anlage unwesentlich beschädigt. 1727 wurde der Dachstuhl umgebaut und das Gebäude als Getreidespeicher benutzt. Im 19. Jahrhundert wurde es als Wohnhaus verwendet. Nach dem Zweiten Weltkrieg wurde der Dachstuhl erneuert. Inzwischen ist das Objekt teilweise im Besitz der Gemeinde. In dem weiterhin bewohnten Gebäude sind umfangreiche Sanierungsarbeiten erforderlich.
Das Schloss grenzt unmittelbar an das Grundstück der Kirche an. Nach drei Stockwerken aus Brockenmauerwerk schließt sich ein mehrstöckiges spitz zulaufendes Satteldach an. Fenster aus verschiedenen Zeitepochen sind unregelmäßig in den Bau eingefügt. Veränderungen wie vermauerte Rundbögen oder ein zugemauerter Abstieg in den Keller sind erkennbar.